# Mitjaevia elegantula
Mitjaevia elegantula är en insektsart som beskrevs av Irena Dworakowska 1994. Mitjaevia elegantula ingår i släktet Mitjaevia och familjen dvärgstritar. Inga underarter finns listade i Catalogue of Life.